# Matthias Schmitt (Komponist)
Matthias Schmitt (* 17. Januar 1958) ist ein deutscher Musiker, Musikpädagoge und Komponist.

## Leben
Schmitt besuchte bis 1978 das Matthias-Grünewald-Gymnasium in Würzburg. Er studierte danach am Würzburger Herman-Zilcher-Konservatorium; mit Klavier im Hauptfach und Klarinette im Nebenfach. An der Hochschule für Musik Würzburg (HfM Würzburg) studierte er Schlagzeug. Er komponierte zahlreiche Musikstücke, vor allem für Marimba und Vibrafon.
Im Jahr 1988 bis kurz vor der Trennung im Jahr 1996 war er Mitglied der Popgruppe Relax. Seit 1995 führt er eine eigene Clavis-Musikschule in Zellingen. An der HfM Würzburg lehrt er Schulische Ensemblepraxis (Percussion).
Matthias Schmitt gehört zu den Autoren des Standardwerks Rock-Pop-Keyboard: Schule für Keyboard & Synthesizer aus dem Schott Verlag, das ab 1988 in verschiedenen Ausgaben erschien.

## Kompositionen (Auswahl)
- AGNUS DEI für gemischten Chor und Marimba, Norsk Musikforlag
- Ghanaia für Marimba Solo, HeBu Musikverlag
- Rêve curieux Fantasie für Vibrafon, Musikverlag Zimmermann